# Olympische Sommerspiele 1948/Leichtathletik – 50 km Gehen (Männer)

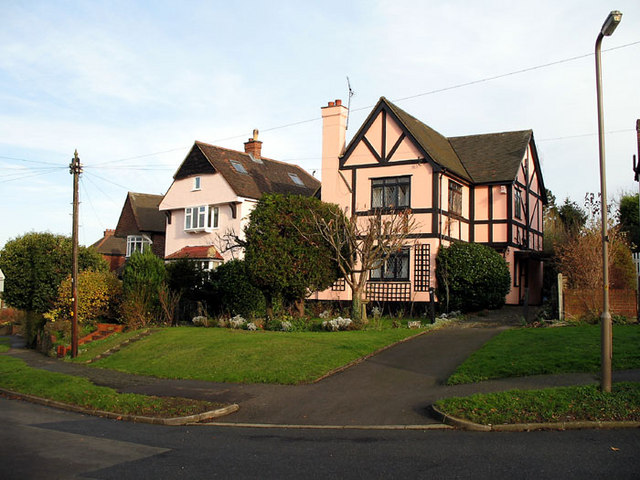
Haus in der Honeypot Lane

Das 50-km-Gehen der Männer bei den Olympischen Spielen 1948 in London wurde am 31. Juli 1948 im Wembley-Stadion ausgetragen. 23 Athleten nahmen teil.
Olympiasieger wurde der Schwede John Ljunggren vor dem Schweizer Gaston Godel. Bronze gewann der Brite Tebbs Lloyd Johnson.

## Bestehende Rekorde
Offizielle Rekorde wurden damals in dieser Disziplin außer bei Meisterschaften und Olympischen Spielen aufgrund der unterschiedlichen Streckenbeschaffenheiten nicht geführt.
| Weltbestzeit       | 4:23:40 h   | Josef Doležal ( Tschechoslowakei) | Poděbrady, Tschechoslowakei | 4. August 1946 |
| Olympischer Rekord | 4:30:41,4 h | Harold Whitlock ( Großbritannien) | OS Berlin, Deutsches Reich  | 5. August 1936 |

Der bestehende olympische Rekord wurde bei diesen Spielen nicht erreicht. Olympiasieger John Ljunggren verfehlte den Rekord um 11:10,6 Minuten. Als Ausdauersportler waren die Geher auf dieser langen Strecke besonders von der Londoner Luftverschmutzung betroffen.

## Streckenführung

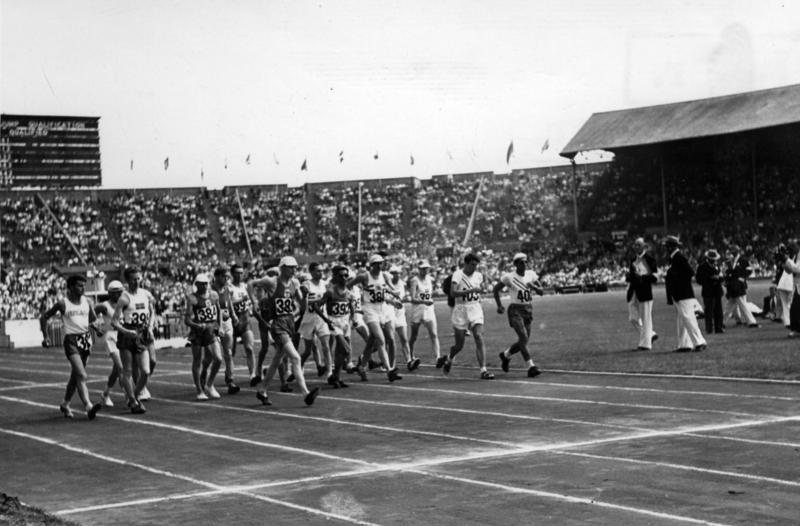
Start des Wettkampfs

Nach dem Start im Wembley-Stadion wandte die Strecke sich nach Nordwesten. An der A 4088 bog sie nach rechts ab und folgte der dortigen Straße bis zur Salmon Street, die wieder nach Nordwesten führte. Die Salmon Street wird zum Fryant Way und durchquert den Fryant Country Park. Es ging wieder weiter nach Nordwesten über die Honeypot Lane und die Marsh Lane. In Stanmore bog die Route nach rechts in die London Lane ab. Über die Spur Road ging es dann auf den Edgware Way nach Edgware. Nach Überquerung der Eisenbahnlinie führte der Weg über den Barnet By-Pass nach Norden. Vorbei am Stirling Corner ging es nun links in den Elstree Way, bis die Strecke kurz vor der Eisenbahnlinie nach rechts in die Theobald Street führte. Dem Verlauf der Theobald Street nach Nordwesten parallel zur Bahnstrecke folgend wurden die Schienen am Tennisclub von Radlett überquert. Nun ging es nach rechts auf die Watling Street, anschließend nach links über die Aldenham Road zur Watford Road. Hier führte die Route in einem Bogen nach Südosten der New Road und der Common Lane folgend bis zur Ortschaft Letchmore Heath. Weiter kamen die Grange Lane, die Primrose Lane und nach links abbiegend die Radlett Road bis in den Ort Aldenham. Über die A 41, dem Watford Bypass, ging es dann bis zur Spur Road und zum Schluss zurück ins Stadion zum Ziel.

## Das Rennen
31. Juli 1948, 13:15 Uhr
| Platz | Name                | Nation         | Zeit      |
| ----- | ------------------- | -------------- | --------- |
| 1     | John Ljunggren      | Schweden       | 4:41:52 h |
| 2     | Gaston Godel        | Schweiz        | 4:48:17 h |
| 3     | Tebbs Lloyd Johnson | Großbritannien | 4:48:31 h |
| 4     | Edgar Bruun         | Norwegen       | 4:53:18 h |
| 5     | Herbert Martineau   | Großbritannien | 4:53:58 h |
| 6     | Rune Bjurström      | Schweden       | 4:56:43 h |
| 7     | Pierre Mazille      | Frankreich     | 5:01:40 h |
| 8     | Claude Hubert       | Frankreich     | 5:03:12 h |
| 9     | Enrique Villaplana  | Spanien        | 5:03:31 h |
| 10    | Tage Jönsson        | Schweden       | 5:05:08 h |
| 11    | Henri Caron         | Frankreich     | 5:08:15 h |
| 12    | Ernest Crosbie      | USA            | 5:15:16 h |
| 13    | Sándor László       | Ungarn         | 5:16:30 h |
| 14    | Salvatore Cascino   | Italien        | 5:20:03 h |
| 15    | John Deni           | USA            | 5:28:33 h |
| 16    | Adolf Weinacker     | USA            | 5:30:14 h |
| DNF   | Per Olav Baarnaas   | Norwegen       |           |
| DNF   | Valentino Bertolini | Italien        |           |
| DNF   | Sixto Ibañez        | Argentinien    |           |
| DNF   | Francesco Pretti    | Italien        |           |
| DNF   | Sadhu Singh         | Indien         |           |
| DNF   | Rex Whitlock        | Großbritannien |           |
| DNF   | Gerhard Winther     | Norwegen       |           |

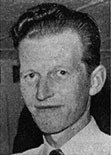
Olympiasieger John Ljunggren

John Ljunggren, der amtierende Europameister, übernahm gleich nach dem Start die Führung und baute seinen Vorsprung stetig aus. Schon nach zehn Kilometern hatte sein erster Verfolger Edgar Bruun – am Ende auf Platz vier – eineinhalb Minuten Rückstand. Bei Kilometer zwanzig lag der Brite Rex Whitlock fast als Zweiter 2:30 Minuten zurück, fünf Kilometer weiter waren es schon über viereinhalb, bei Kilometer 35 mehr als acht Minuten, ehe Whitlock das Rennen aufgeben musste. Ljunggren gewann schließlich mit über sechs Minuten Vorsprung vor dem Schweizer Gaston Godel, der zum Schluss zwar aufgeholt, den führenden Schweden jedoch nie im Blick hatte und deshalb glaubte, selber gewonnen zu haben. Freudestrahlend winkte er den Zuschauern im Stadion zu. Erst nach dem Zieleinlauf bemerkte er seinen Irrtum und begnügte sich mit Silber.
John Ljunggrens Goldmedaille bedeutete den ersten schwedischen Olympiasieg in dieser Disziplin.

## Video
- The Olympic Games (1948) | BFI National Archive, Bereiche (1) 1:05 min bis 1:22 min / (2) 1:37 min bis 2:01 min / (3) 2:47 min bis 3:45 min, youtube.com, abgerufen am 25. Juli 2021